# Aloe pembana
Aloe pembana é uma espécie de liliopsida do gênero Aloe, pertencente à família Asphodelaceae.